# Irã nos Jogos Olímpicos de Inverno de 2018
O Irã participou dos Jogos Olímpicos de Inverno de 2018, realizados na cidade de Pyeongchang, na Coreia do Sul. 
Foi a décima primeira aparição do país em Olimpíadas de Inverno, sendo que participa regularmente desde os Jogos de 1998, em Nagano. Esteve representado por quatro atletas que competiram em dois esportes.

## Desempenho

### Esqui alpino
Feminino
| Atleta         | Evento | Descida 1 | Descida 2 | Total   | Pos. |
| -------------- | ------ | --------- | --------- | ------- | ---- |
| Forough Abbasi | Slalom | 1:02.56   | 1:01.50   | 2:04.06 | 49º  |

Masculino
| Atleta                   | Evento         | Descida 1 | Descida 2 | Total   | Pos. |
| ------------------------ | -------------- | --------- | --------- | ------- | ---- |
| Mohammad Kiyadarbandsari | Slalom         | 55.66     | 57.03     | 1:52.69 | 34º  |
| Mohammad Kiyadarbandsari | Slalom gigante | 1:19.11   | 1:18.61   | 2:37.72 | 58º  |

### Esqui cross-country
Feminino
| Atleta                | Evento                | Qualificatória | Qualificatória | Quartas     | Quartas     | Semifinal   | Semifinal   | Final       | Final       |
| Atleta                | Evento                | Tempo          | Pos.           | Tempo       | Pos.        | Tempo       | Pos.        | Tempo       | Pos.        |
| --------------------- | --------------------- | -------------- | -------------- | ----------- | ----------- | ----------- | ----------- | ----------- | ----------- |
| Samaneh Beyrami Baher | Velocidade individual | 4:47.91        | 68º            | Não avançou | Não avançou | Não avançou | Não avançou | Não avançou | Não avançou |

Masculino
| Atleta            | Evento                | Qualificatória | Qualificatória | Quartas     | Quartas     | Semifinal   | Semifinal   | Final       | Final       |
| Atleta            | Evento                | Tempo          | Pos.           | Tempo       | Pos.        | Tempo       | Pos.        | Tempo       | Pos.        |
| ----------------- | --------------------- | -------------- | -------------- | ----------- | ----------- | ----------- | ----------- | ----------- | ----------- |
| Seyed Sattar Seyd | 15 km livre           |                |                |             |             |             |             | 39:39.1     | 91º         |
| Seyed Sattar Seyd | Velocidade individual | 3:58.08        | 76º            | Não avançou | Não avançou | Não avançou | Não avançou | Não avançou | Não avançou |

Legenda
| Recorde mundial      | Recorde mundial (World record)               |                       | Recorde africano                      | Recorde africano (African) |                                           | Q | Classificado por posição (Qualified) |
| Recorde olímpico     | Recorde olímpico (Olympic record)            | Recorde da América    | Recorde da América (Americas)         | q                          | Classificado por melhor tempo (Qualified) |   |                                      |
| Melhor marca do ano  | Melhor marca do ano (World leading)          | Recorde asiático      | Recorde asiático (Asian)              | DNS                        | Não largou (Did not start)                |   |                                      |
| Recorde nacional     | Recorde nacional (National record)           | Recorde europeu       | Recorde europeu (European)            | DNF                        | Não terminou (Did not finish)             |   |                                      |
| Recorde pessoal      | Recorde pessoal do atleta (Personal best)    | Recorde da Oceania    | Recorde da Oceania (Oceania)          | DSQ / DQ                   | Desclassificado (Disqualified)            |   |                                      |
| Recorde da temporada | Recorde da temporada do atleta (Season best) | Recorde sul-americano | Recorde sul-americano (South America) | NM                         | Sem marca (No mark)                       |   |                                      |